# 中国朝鮮語
中国朝鮮語（ちゅうごくちょうせんご、中国朝鮮語：중국 조선어）は、中国国籍を持つ約170万人の朝鮮族の間で使用される朝鮮語の方言を指す。吉林省・黒竜江省・遼寧省のいわゆる東北三省において主に用いられる。朝鮮語の方言の中でも語彙での形態的差が最も明確に現れるが、頭音法則やサイシ以外にも多くの面で差を見せる。

## 概要

### 言語規範
中国朝鮮語は、1949年の中華人民共和国成立以降、朝鮮民主主義人民共和国（北朝鮮）の言語に規範を求めてきた。そのような経緯もあり、言語規範はどれも北朝鮮のもの（朝鮮語規範集など）とほぼ同一である。したがって、これらの規範をもって中国朝鮮語の「標準語」を規定しうるのであれば、その「標準語」は北朝鮮の標準語（「文化語」）に限りなく近いものであると言える。
中国朝鮮語に関する網羅的な言語規範は、東北三省朝鮮語文事業協議小組が1977年に作成した「朝鮮語規範集」が最初である。この規範集には標準発音法・正書法・分かち書き・文章符号に関する規範が収められた。「朝鮮語規範集」は語彙に関する規範を加え、さらに一部を加筆・修正した改訂版が1984年に作られた。中韓国交樹立後、大韓民国（韓国）からの企業進出、朝鮮語教育機関の進出などが盛んになるにつれて、韓国で使用されている言語が徐々に流布しつつある。事実上、中国朝鮮語は中国式朝鮮語の方言であり、韓国語に強く影響されている。この言語は、中国の朝鮮族コミュニティによって話されており、中国の東北地方に特に集中している。中国朝鮮語は、基本的な文法構造や語彙では韓国語に似ているが、中国の文化や言語からの借用語も多く含んでいる。これらの特徴により、中国朝鮮語は方言として認識されている。これらの中で異なるのは、異なる文法論に基づいて規範文法を記述することにある。

### 地域差
現実に朝鮮族の間で話されている朝鮮語は非常に多様である。朝鮮族は李氏朝鮮時代から日本統治時代にかけて、北部を中心とした朝鮮各地から旧満洲地域に移り住んでいる。大体において、咸鏡道出身者は豆満江を渡り対岸の吉林省に、平安道出身者は鴨緑江を渡り対岸の遼寧省の東南部に移り住む場合が多かったため、吉林省では咸鏡道の方言的特徴が、遼寧省の東南部では平安道の方言的特徴が色濃く残っている。朝鮮語の方言とそれぞれの地域とのおおまかな関係は以下の通りである。
- 東北（咸鏡道）方言地域：吉林省延辺朝鮮族自治州、黒竜江省牡丹江市など。延辺の豆満江沿岸東部地区は、東北方言の中の六鎮方言である。
- 西北（平安道）方言地域：遼寧省大域、吉林省西南部。
- 東南（慶尚道）方言地域：黒竜江省西北部および西南部、遼寧省一部。
- 西南（全羅道）方言地域：遼寧省中央部の瀋陽市、鞍山市など。

中部方言と西南（全羅道）方言の大きな話者地域はなく、東北の各省に散在している。宣徳五・金祥元・趙習（1985）では、中部方言の地域として吉林省柳河県姜家店郷京畿屯、西南方言の地域として吉林省蛟河県天北郷永進村を挙げている。なお、済州方言の話者地域は認められない。

## 特徴
音韻・文法・語彙のそれぞれについて、基礎となっている朝鮮語の方言の特徴に合わせて、地域ごとに特徴を持つ。基本的には朝鮮半島の朝鮮語と極めて近いが、語彙を中心にして中国語の影響も一定程度見られる。

### 音韻
西南方言地域では単母音 [ø]（ㅚ）および [y]（ㅟ）を持ち、東南方言地域では、[ɛ]（ㅐ）と[e]（ㅔ）が区別されないなどの特徴を持つ。中国朝鮮語は概して朝鮮半島北部の方言の影響力が強く、一部の/ㅈ/・/ㅊ/・/ㅉ/が/ㄷ/・/ㅌ/・/ㄸ/で現れたり、母音/i/および半母音/j/に先立つ/ㄴ/が語頭に立ちうるといった北部方言の諸特徴をよく保っている。
また、東北方言・東南方言地域では、弁別的な高低アクセントを持ち、音の高低により単語の意味を区別する。

### 文法
標準語の-ㅂ니까/-습니까（…ですか）が、東北方言地域では-ㅁ둥/-슴둥と現れ、東南方言地域では-ㅁ니꺼/-심니꺼と現れるなど、地域により方言的特徴がある。
また、統語レベルにおいて中国語の影響を受けている場合がある。
- 電話をかける - 전화를 치다（逐語訳：電話を打つ、標準語：전화를 걸다） ＜ 打电话
- あげるものは何でも食べる - 무엇을 주면 무엇을 먹는다（逐語訳：何をあげれば何を食べる、標準語：주는 것은 다 먹는다） ＜ 给什么吃什么

### 語彙
語彙においても方言形が散見される。例えば개구리（カエル）に対し개구락지（北部方言形）。しかし、語彙については中国語からの影響があり、少なからぬ語彙が現代中国語から借用されているため、元になった朝鮮半島の朝鮮語とも異なった語彙体系を持つ。借用には大別して以下の2種類がある。
1. 字音借用語：中国語語彙を朝鮮漢字音に読み替えて借用した語彙。
  - 공인 ＜ 工人 （労働者）
  - 판공실 ＜ 辦公室 （事務室）
2. 音借語：中国語音を取り入れた借用語。声調の脱落を含め、朝鮮語の音韻体系に合わせて原語の音が若干変容する。
  - 뗀노（字音借用：전뇌） ＜ 電腦 diànnǎo （コンピュータ）
  - 쌍발하다 ＜ 上班兒 shàngbānr ＋ 하다（出勤する）

延辺朝鮮語は日本語からの借用語もある（満洲国の統治による影響）：
| 日本語   | 延辺朝鮮語        | 朝鮮語        | その他                         |
| -------- | ----------------- | ------------- | ------------------------------ |
| たまねぎ | 다마네기 tamanegi | 양파 yangpa   | 和語からの音借                 |
| ラジオ   | 라지오 raji'o     | 라디오 rati'o | 日本語における外来語からの音借 |

場合によっては、中国語語彙を中国語の発音のまま使用することがあるが、その場合は「借用」ではなく、朝鮮語と中国語の二重言語使用と言うべきものである。